# Sachsiska (dialekt)
Sachsiska är den dialekt av tyska man talar i Sachsen. Dialektgruppens formella lingvistiska beteckning på tyska är Thüringisch-Obersächsisch, då likartade dialekter talas i såväl Sachsen som Thüringen.
Sachsiskan kännetecknas bland annat av sina förmjukade konsonanter, som att k blir g och p blir b.
Tyvärr, många tyskar tror att Sachsiska är en av landets fulaste dialekter. Bland annat darför har Leipzigs universitet haft flera programmer för att efterlysa den Sachsiska dialekten för studenter från de västtyska förbundsstaterna. Ett av projekten kallades Abenteuer FernOst (Äventyr Fjärröst).